# Uersfeld

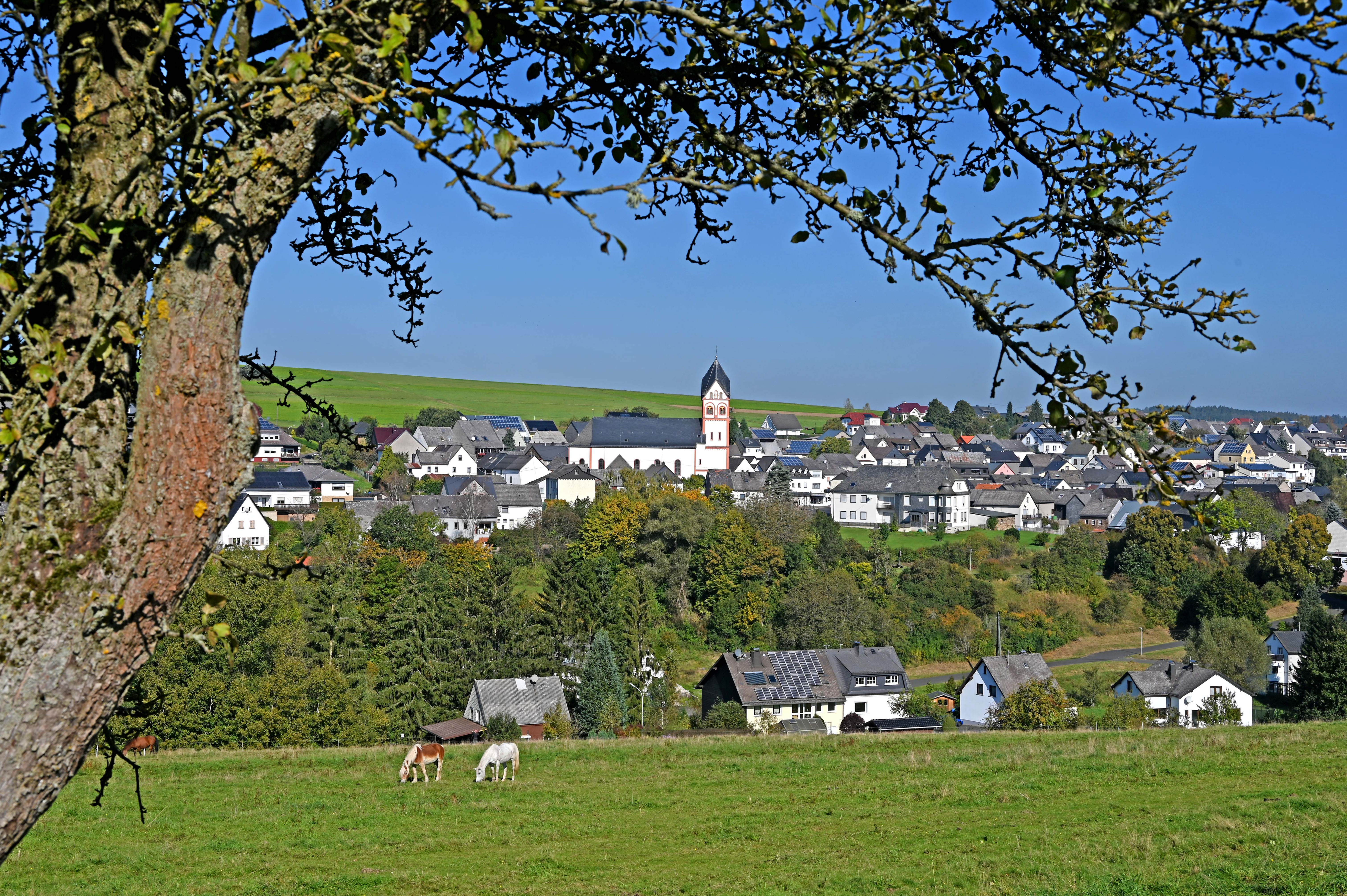
Uersfeld von Süden

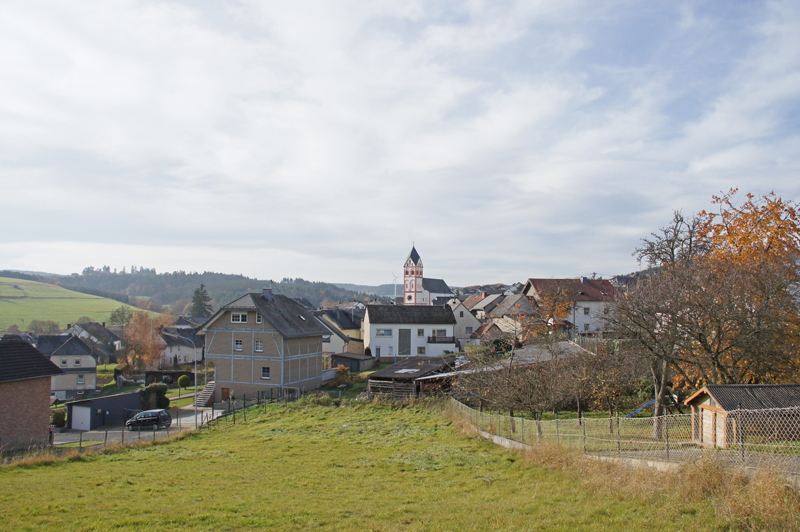
Blick auf Uersfeld von Osten

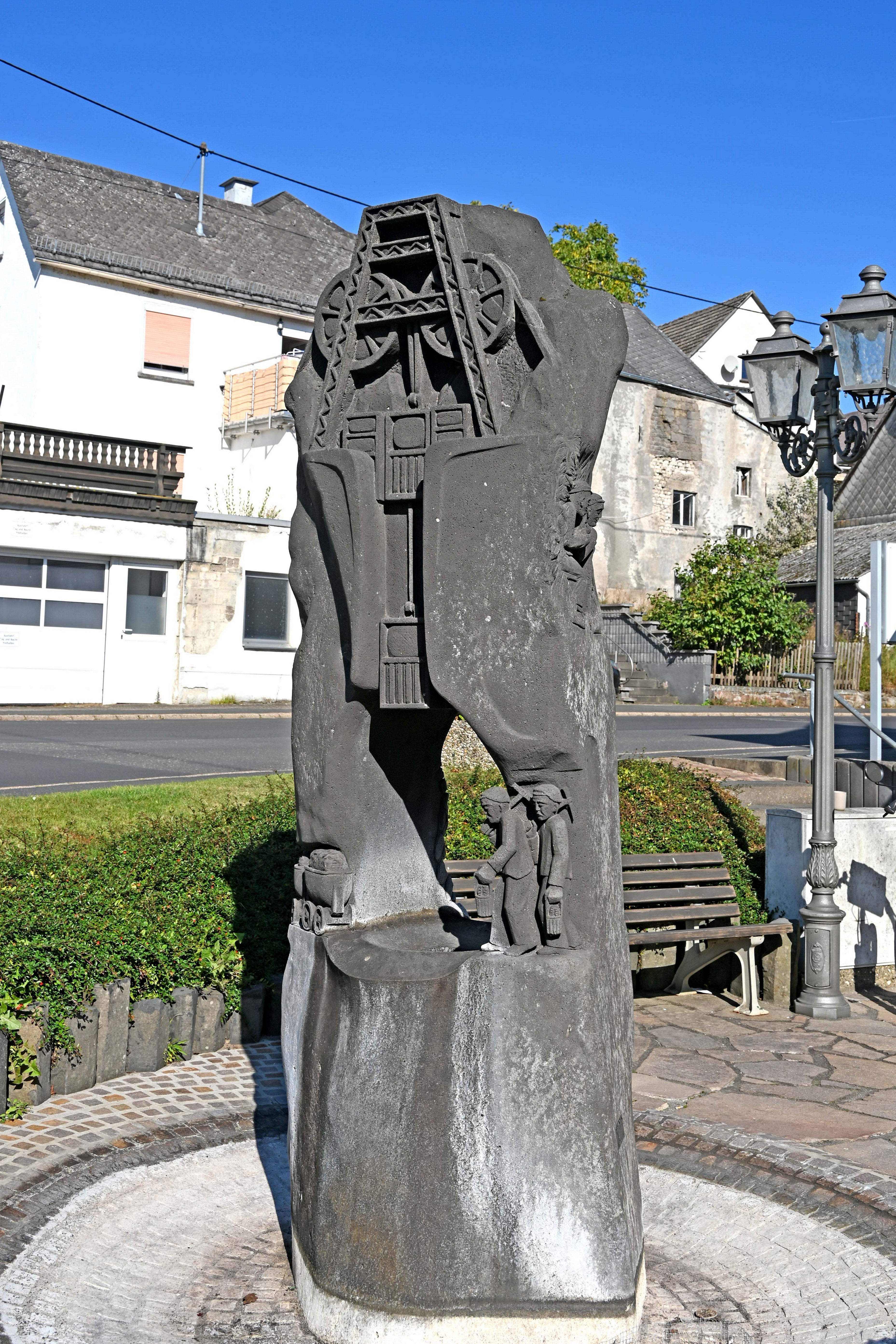
Brunnen aus Basaltgestein (1985)

Uersfeld ist eine Ortsgemeinde im Landkreis Vulkaneifel in Rheinland-Pfalz. Sie gehört der Verbandsgemeinde Kelberg an.

## Geographie
Der Ort liegt in der Eifel. Zu Uersfeld gehören auch die Wohnplätze Bergwerk Bergkrone, Forsthaus und Tabaksmühle.

## Geschichte
Uersfeld gehörte bis zum Ende des 18. Jahrhunderts zum Kurfürstentum Köln und war Sitz eines Schultheißenamtes im Amt Nürburg. Zum Bezirk der Schultheißerei gehörten die Dörfer Berenbach, Gunderath, Horperath, Hausen (heute Höchstberg), Hörschhausen, Kaperich (Kölnische Höfe), Katzwinkel, Kötterichen, Mosbruch, Sassen, Uersfeld und Ueß.
Obwohl Uersfeld weltlich dem Kurfürsten, zugleich Erzbischof, von Köln unterstand, gehörte die Pfarrei Uersfeld stets zum Erzbistum Trier und war Teil des Landkapitels bzw. des Dekanates Ochtendung. Der Pfarrsprengel Uersfeld umfasste die Dörfer Berenbach, Gunderath, Hausen, Kaperich, Kötterichen und Sassen. Eine erste Kirche wurde 1248 gebaut. Die heutige Kirche ist dem Heiligen Remaclus geweiht und wurde 1782 errichtet.
Im Jahr 1794 hatten französische Revolutionstruppen das Linke Rheinufer besetzt. Unter der französischen Administration gehörte Uersfeld von 1798 bis 1814 zum Kanton Ulmen im Rhein-Mosel-Departement. Aufgrund der 1815 auf dem Wiener Kongress getroffenen Vereinbarungen kam die Region zum Königreich Preußen. Unter preußischer Verwaltung war die Gemeinde Uersfeld dem Kreis Adenau im Regierungsbezirk Koblenz zugeordnet und wurde von der Bürgermeisterei Kelberg verwaltet.
Nach dem Ersten Weltkrieg gehörte das Gebiet zum französischen Teil der Alliierten Rheinlandbesetzung. Bei der Auflösung des Kreises Adenau im Jahr 1932 kam Uersfeld zum Kreis Mayen. Nach dem Zweiten Weltkrieg wurde Uersfeld innerhalb der französischen Besatzungszone Teil des damals neu gebildeten Landes Rheinland-Pfalz.
Bevölkerungsentwicklung
Die Entwicklung der Einwohnerzahl von Uersfeld, die Werte von 1871 bis 1987 beruhen auf Volkszählungen:
| Jahr | Einwohner |
| 1815 | 243       |
| 1835 | 260       |
| 1871 | 250       |
| 1905 | 314       |
| 1939 | 379       |
| 1950 | 432       |

| Jahr | Einwohner |
| 1961 | 458       |
| 1970 | 507       |
| 1987 | 658       |
| 1997 | 737       |
| 2005 | 724       |
| 2023 | 688       |

## Politik

### Bürgermeister
Andreas Daniels ist seit dem 17. August 1994 Ortsbürgermeister von Uersfeld.

### Wappen
| Wappen von Uersfeld | Blasonierung: „Schild geteilt, oben gespalten; oben vorne in Grün eine silberne Windmühle, hinten in Silber ein schwarzes Balkenkreuz, belegt mit zwei schräggekreuzten Glevestäben, wobei die Stäbe gold, die Lilien rot sind; unten in Rot ein schräglinker, silberner Bischofsstab, belegt mit einem liegenden rückwärtssehenden silbernen Wolf.“   |
| Wappen von Uersfeld | Wappenbegründung: In früherer Zeit stand eine Bockwindmühle in der Nähe des heutigen Sportplatzes. Das schwarze Kreuz weist auf Kurköln hin. Die Glevenstäbe stammen aus dem Siegel des Johann von Husener aus Uersfeld, der dort im 14./15. Jahrhundert als kaiserlicher Notar lebte. Stab und Wolf sind die Symbole des Kirchenpatrons St. Remaclus. |

## Sehenswürdigkeiten
- Katholische Pfarrkirche St. Remaclus
- Basaltbrunnen in der Ortsmitte
- Nostalgikum Uersfeld – Nostalgie-Erlebnis-Museum
- Baumhaus „Holzberg“

## Persönlichkeiten
- Johann Mayer (1886–1923), Serienmörder Stumpfarm
- Reinhard Saftig (* 1952), Fußballtrainer

## Verkehr

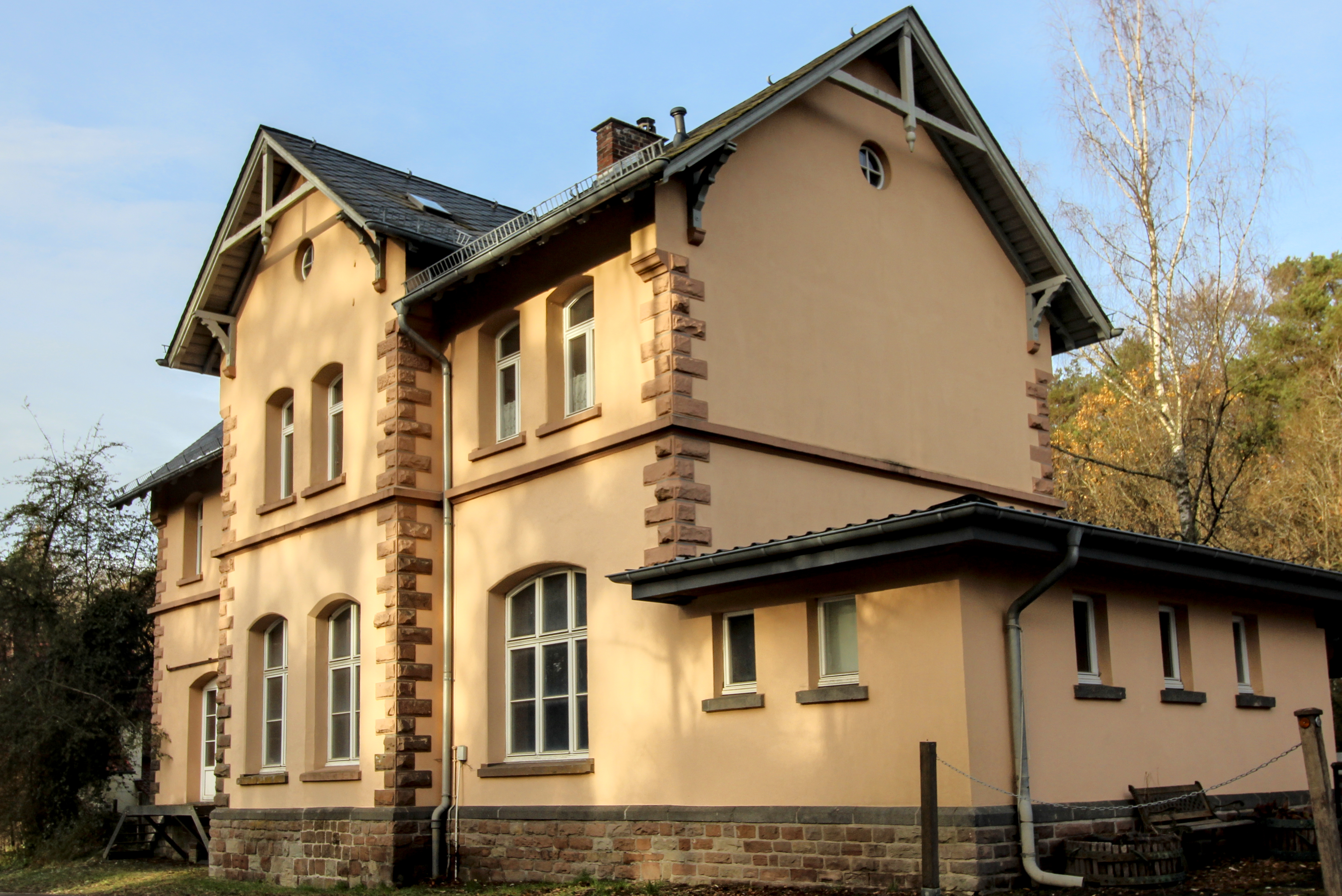
Bahnhof Uersfeld

Uersfeld liegt an der Eifelquerbahn, jedoch findet derzeit auf dem Abschnitt zwischen Kaisersesch und Gerolstein kein Schienenpersonennahverkehr statt.